# Équipe du Danemark des moins de 17 ans de football
Cet article traite de l'équipe masculine. Pour l'équipe féminine, voir Équipe du Danemark féminine de football des moins de 17 ans.
Maillots
L'équipe du Danemark des moins de 17 ans est une sélection de joueurs de moins de 17 ans au début des deux années de compétition placée sous la responsabilité de la Fédération du Danemark de football. Elle fut une fois finaliste du Championnat d'Europe de football des moins de 17 ans. 

## Parcours au Championnat d’Europe des moins de 17 ans
| - 1982 : Non qualifié - 1984 : Non qualifié - 1985 : Non qualifié - 1986 : 1er tour - 1987 : 1er tour - 1988 : Non qualifié - 1989 : 1er tour - 1990 : 1er tour - 1991 : 1er tour - 1992 : 1er tour - 1993 : Non qualifié - 1994 : Finaliste - 1995 : Non qualifié - 1996 : Non qualifié - 1997 : Non qualifié - 1998 : Quarts-de-finale - 1999 : 1er tour - 2000 : 1er tour - 2001 : Non qualifié - 2002 : Quarts-de-finale - 2003 : 1er tour |  | - 2004 : Non qualifié - 2005 : Non qualifié - 2006 : Non qualifié - 2007 : Non qualifié - 2008 : Non qualifié - 2009 : Non qualifié - 2010 : Non qualifié - 2011 : Demi-finale - 2012 : Non qualifié - 2013 : Non qualifié - 2014 : Non qualifié - 2015 : Non qualifié - 2016 : 1er tour - 2017 : Non qualifié - 2018 : 1er tour - 2019 : Non qualifié - 2020 - 2021 : Éditions annulées - 2022 : Quarts-de-finale - 2023 : Non qualifié - 2024 : Demi-finale |

## Parcours en Coupe du monde
- 1985 : Non qualifié
- 1987 : Non qualifié
- 1989 : Non qualifié
- 1991 : Non qualifié
- 1993 : Non qualifié
- 1995 : Non qualifié
- 1997 : Non qualifié
- 1999 : Non qualifié
- 2001 : Non qualifié
- 2003 : Non qualifié
- 2005 : Non qualifié
- 2007 : Non qualifié
- 2009 : Non qualifié
- 2011 : 1er tour
- 2013 : Non qualifié
- 2015 : Non qualifié
- 2017 : Non qualifié
- 2019 : Non qualifié
- 2023 : Non qualifié